# Arik Niger
Arik Niger fue la filial nigerina de Arik Air con base en Niamey, Níger. La aerolínea suspendió sus operaciones en febrero de 2010 tras la quiebra de Denim Air.

## Destinos
Arik Niger operaba a los siguientes destinos desde Niamey antes de cancelar sus operaciones:
- Benín
  - Cotonú - Aeropuerto Cadjehoun

- Níger
  - Agadez - Aeropuerto Internacional Mano Dayak
  - Maradi - Aeropuerto de Maradi
  - Niamey - Aeropuerto Internacional Diori Hamani Base
  - Tahoua - Aeropuerto de Tahoua
  - Zinder - Aeropuerto de Zinder Airport

- Nigeria
  - Abuya - Aeropuerto Internacional Nnamdi Azikiwe
  - Kano - Aeropuerto Internacional Mallam Aminu Kano

## Flota
Arik Niger operaba las siguientes aeronaves:
- 2 - Fokker 50 (alquilados a Denim Air)